# تخمدل
تخمدل هي قرية في مقاطعة ورزقان، إيران. عدد سكان هذه القرية هو 660 في سنة 2006.